# Amphibulus albimaculatus
Amphibulus albimaculatus là một loài tò vò trong họ Ichneumonidae.